# Desolation Rose
Desolation Rose är det tolfte studioalbumet av progressiva rockbandet The Flower Kings. På den begränsade upplagan i Mediabook-format finns en bonus-CD med nästan uteslutande instrumentala låtar (med undantag av "Runaway Train" och "Lazy Monkey").

## Låtlista
1. "Tower One" - 13:37
2. "Sleeping Bones" - 4:16
3. "Desolation Road" - 4:00
4. "White Tuxedos" - 6:30
5. "The Resurrected Judas" - 8:24
6. "The Silent Masses" - 6:17
7. "Last Carnivore" - 4:22
8. "Dark Fascist Skies" - 6:05
9. "Blood Of Eden" - 3:12
10. "Silent Graveyards" - 2:52

### Disc 2 (endast på Ltd. Ed. - Mediabook)
1. "Runaway Train" - 4:40
2. "Interstellar Visitations" - 8:23
3. "Lazy Monkey" - 2:23
4. "Psalm 2013" - 2:08
5. "The Wailing Wall" - 3:18
6. "Badbeats" - 5:22
7. "Burning Spears" - 3:13
8. "The Final Era" - 2:57

## Medverkande
- Roine Stolt - elektrisk och akustisk gitarr, sång, keyboard
- Jonas Reingold - elbas, sång
- Tomas Bodin - flygel, Hammond B3, Minimoog, Fender Rhodes, keyboard
- Hasse Fröberg - sång, elgitarr
- Felix Lehrmann - trummor, percussion

### Gästmusiker
På "Silent Graveyard" medverkar The Mighty Choir:
Michael Stolt, Declan Burke, Nad Sylvan, Andy Tillison, Edgar Groves Sr & Jr, Jonas Reingold, Daniel Gordon, Hasse Fröberg och Roine Stolt

## Låtskrivare
Alla låtar skrivna av Roine Stolt utom
- "Sleeping Bones", "The Resurrected Judas", "Dark Fascist Skies" och "Runaway Train" skrivna av The Flower Kings, text av Roine Stolt
- "White Tuxedos" skriven av Jonas Reingold, text av Roine Stolt
- "Lazy Monkey" skriven av Tomas Bodin, text av Roine Stolt
- "Psalm 2013" och "Burning Spears" skrivna av The Flower Kings
- "The Final Era" skriven av Roine Stolt och Jonas Reingold